# Der Brief für den König (Film)
Der Brief für den König ist ein niederländischer Abenteuerfilm aus dem Jahr 2008. Der in deutscher Ko-Produktion entstandene Jugendfilm ist eine Literaturverfilmung des 1962 veröffentlichten gleichnamigen Romans Der Brief für den König von Tonke Dragt.

## Handlung
→  vollständige Handlung: Der Brief für den König
Der Junge Tiuri, Sohn des Ritters Tiuri der Tapfere, steht einen Tag vor seinem Ritterschlag. Dazu soll er einem Ritual zufolge eine Nachtwache halten. Doch stattdessen eilt er einem sterbenden Ritter zur Hilfe, der ihm einen Brief und den Auftrag gibt, diesen so schnell wie möglich dem König eines Nachbarlandes zu übermitteln, damit ein drohender Krieg verhindert werden kann.

## Kritiken
„Adaption eines niederländischen Jugendbuch-Klassikers, die geradlinig und schnörkellos eine spannende Reise- und Initiationsgeschichte erzählt, wobei äußerliche Schauwerte zugunsten liebenswerter Menschlichkeit zurücktreten.“

„Nach einem niederländischen Jugendbestseller entstand ein überaus spannendes Mittelalter-Abenteuer mit allem, was dazu gehört: Ritterkämpfe, fiese Schurken, eine holde Schöne, schräge Gesellen und ein hilfreicher Freund. Ohne große Knalleffekte wird hier effektiv ein packendes Abenteuer erzählt. Einziger Wermutstropfen: Die Stadt, in die der Held kommt, entstammt eindeutig der Epoche des Barock. Da hätte Regisseur Pieter Verhoeff (‚Der Leuchtturm‘) sicher einen besseren Spielort finden können.“

„Entwaffnend schlicht ist dieser Film, geradezu freundlich und unschuldig im Verhältnis zu teuren Hollywood-Spektakeln wie ‚Herr der Ringe‘ oder ‚Die Chroniken von Narnia‘, die sich an ein ähnliches Publikum wenden. ‚Der Brief für den König‘ wird eher die Unter-Zwölfjährigen faszinieren, die Größeren wünschen sich wahrscheinlich doch etwas mehr Spannung, wenigstens ein bisschen glaubwürdige Action und ein paar intelligentere Hauptfiguren. Sie werden diesem Film aber auch nicht böse sein können. Dazu ist er einfach viel zu nett.“

„Landschaftsaufnahmen, imposante Burgen und eine klug gewählte Besetzung ziehen die Zuschauer in den Bann. Da heißt es bis zur letzten Minute mitfiebern für den Knappen Tiuri, der unter großen Gefahren eine wichtige Nachricht an den König zu überbringen hat. […] Diese abwechslungsreiche Reise verbindet gekonnt klassische Märchenelemente mit einer spannenden Erzählung um Freundschaft und Güte und so gelingt eine reizvolle Adaption.“

## Veröffentlichung
Der Film feierte seine Weltpremiere am 16. Juli 2008, als er zeitgleich in Belgien und den Niederlanden in die Kinos kam. In Deutschland war er ab dem 13. November 2008 in den Kinos zu sehen. Seit dem 26. Juni 2009 ist er als deutschsprachige DVD erhältlich.